# Islas Bajuni
Las islas Bajuni (en somalí: Jasiiradaha Jubbada Hoose o Bajuni) son un archipiélago localizado en el océano Índico, en la costa sur de Somalia, entre Kismayu y Ras Kiyamboni (no confundir con Ras Kamboni). Se encuentran en el extremo norte de una cadena de arrecifes que continúa hacia el sur de Zanzíbar y Pemba.
Administrativamente, las islas están dentro de la región de Jubbada Hoose de Somalia.
Hay seis islas principales: Chandra, Chovaye (también transcrito Tovai, 0°52′19″S 42°09′33″E / -0.8720, 42.1593), Chula (también transcrito Tula, 1°00′19″S 42°02′11″E / -1.0052, 42.0364), Koyama (también transcrito Kwayama, 0°38′39″S 42°19′59″E / -0.6441, 42.3331), Darakasi y Ngumi. Chula posee el pueblo de Ndowa es la única isla con una población significativa.
La isla más grande del archipiélago es Coiama o Koyama con dos pueblos distintos, Koyama y Koyamani. Koyama es rico en ruinas y monumentos históricos como las tumbas pilar.
Todos los habitantes de la isla Koyama pertenecen a los Nowfali (subclan bajuni).
Otras islas de menor importancia son: Kandha Iwu, Fuma, Ilisi y la isla de Kisimayu (actual puerto Kisimayu) unida a la costa en 1961 durante la construcción del puerto de Kismayu.
Las islas, así como todas las de la parte del extremo sur de la actual Somalia fueron parte de África Oriental Británica antes de la Primera Guerra Mundial, y fueron cedidas a Italia después de la guerra.